# 渋谷亜希
渋谷 亜希（しぶや あき、1976年10月4日 - ）は、日本のニュースキャスター、女優。

## 来歴
神奈川県出身。8歳からの14年間をアメリカニューヨークで過ごし、スミス大学で政治学とアジア文化論を学ぶ。大学卒業後に帰国。芸能界にデビュー。2000年3月、「★☆北区つかこうへい劇団」の第8期生として入団し、つかこうへいに出会う。舞台作品『二等兵物語』（2000年）、『ストリッパー物語』（2001年）に主演。映画『およう』（2002年）で内田有紀の後のヒロインを演じ、セミヌードを披露した。
その後は、2004年からラジオ番組のパーソナリティとして11年、NHK-BSのファッション番組を4年務めた後、ニュース番組のアンカーを務める。
趣味は動物観察。特技はダンス。

## 出演

### テレビ番組
- channel-a
- プリン・ス（2008年1月15日 - ） - MC
- 地中海沿岸紀行 #5 / 6（旅チャンネル） - レポーター、ナレーター
- TOKYO FASHION EXPRESS（2011年9月 - 2015年3月、NHK BS1） - MC
- Japan in Motion（2013年12月17日・2014年2月25日、TSS） - レポーター
- NEWS ROOM TOKYO[1]（2015年3月30日 - 、NHKワールドTV）メインアンカー
- NHK NEWSLINE IN DEPTH（ニュース解説番組 NHKワールドTV　随時） - スタジオキャスター

### テレビドラマ
- パーフェクトラブ! 第4話（1999年7月 - 9月、フジテレビ）
- 怒る男わらう女（1999年9月 - 12月、NHK 水曜ドラマ）
- モナリザの微笑（2000年1月 - 3月、フジテレビ）
- らぶ・ちゃっと（2000年4月 - 9月、フジテレビ） - Chat.2「お帰りダーリン」
- BSミステリー『さすらい署長 風間昭平』「えちご恋人岬殺人事件」
- 貫太ですッ!（2003年6月30日 - 9月26日、東海テレビ=フジテレビ系） - 田島知花 役
- 新・ニューヨーク恋物語（2004年3月30日、フジテレビ） - 西野恵 役
- 永遠の君へ（2004年3月29日 - 6月25日、東海テレビ=フジテレビ系） - 白井百合子 役
- 金曜エンタテイメント / 「おばさんデカ 桜乙女の事件帖13」（2004年） - 村田舞衣子 役
- 怪奇大家族（2004年10月4日 - 12月26日、テレビ東京） - 女幽霊・アサミ/女幽霊・お朝 役
- BSミステリー / 『松本清張特別企画・渡された場面』 （2005年4月17日、テレビ東京系）
- 貞操問答（2005年10月17日 - 12月16日、TBS系） - 南條圭子 役
- 百鬼夜行抄 第9話（2007年3月31日、NTV） - 会長秘書 役
- BOYSエステ 第5話（2007年8月10日、テレビ東京系） - 影山ルイ 役
- エジソンの母 第5話（2008年2月8日、TBS系） - 保母 役
- ハンチョウ〜神南署安積班〜 第8話（2009年6月1日、TBS系） - 教員 役
- パーフェクト・リポート 第3話（2010年10月31日、フジテレビ系） - 藤光香奈子 役
- 土曜ワイド劇場　『弁護士・森江春策の事件3』（2011年10月29日、テレビ朝日系） - 長谷川真紀 役
- ハンチョウ〜警視庁安積班〜 第5話（2012年5月7日、TBS系） - 杉山佳恵 役
- 医龍 -Team Medical Dragon- 4 第9話（2014年3月6日、フジテレビ系） - 桐山恵美 役
- 月曜ゴールデン（TBS系）
  - 『芸者弁護士 藤波清香』（2014年6月23日） - 里山花子 役
  - 『スクープ 遊軍記者・布施京一』（2015年6月15日） - 沢野麗子 役

### ラジオ番組
- DoCoMo Presents いつもふたりで…（FMヨコハマ） - 2004年4月 - 2015年3月
- 夏木マリ・丈夫も芸のうち（NHKラジオ第1放送） - アシスタント

### 映画
- およう（2002年、監督：関本郁夫） - ヒロイン・お葉 役
- SUPPINぶるうすザ・ムービー（2003年、監督：今井雅之） - 真理亜/吉永優子 役
- ハーケンクロイツの翼（2004年、監督：片嶋一貫） - 安西ひとみ 役
- THE WINDS OF GOD-KAMIKAZE-（2006年、監督：今井雅之）
- THE NEXT GENERATION -パトレイバー-（2015年、監督：押井守） - 南雲しのぶ 役 ※声は榊原良子による吹き替え

### 舞台
- 北区つかこうへい劇団『二等兵物語』（2000年11月） - 主演
- 北区つかこうへい劇団『ストリッパー物語』（2001年3月・2003年3月） - 主演
- 北区つかこうへい劇団『熱海殺人事件』（2002年7月・2003年1月）
- 劇団たいしゅう小説家 第8回公演『H〜i!Jack!!〜やぁ!ジャックさん!!〜』（2005年7月）
- 北区つかこうへい劇団・解散公演「ALL THAT 飛龍伝 初級革命講座 飛龍伝 '80」（2011年6月）

### CM
- リコー「イプシオ カラー8000」（2001年） - 椎名桔平と共演
- 花王「ビオレ」
- トヨタ「オーリス」
  - オーリスデビュー篇（2006年） - 黄前ナオミ、鮫島正樹、契月、横町慶子などと共演
  - ドライビングプレジャー篇（2006年） - 黄前ナオミ、鮫島正樹、契月、横町慶子などと共演
- ソニー「VAIO type L」（2006年）
- 東洋水産「マルちゃん麺づくり」(2006年)
- サントリー「BOSS」（2007年）
- サントリー「ジョッキ生」（2011年）

### その他
- エイベックス・グループ・ホールディングス株式会社株主限定ライヴ（2003年 - 2010年） - 司会